# Commatiida
Ordre
Les Commatiida sont un ordre d’algues de l’embranchement des Ochrophyta et de la classe des Raphidophyceae.

## Liste des familles
Selon AlgaeBase (15 mars 2022) :
- Commatiidae Cavalier-Smith, 2013

Selon World Register of Marine Species (15 mars 2022) :
- Commatiidae Cavalier-Smith, 1997